# Catharine Trotter Cockburn

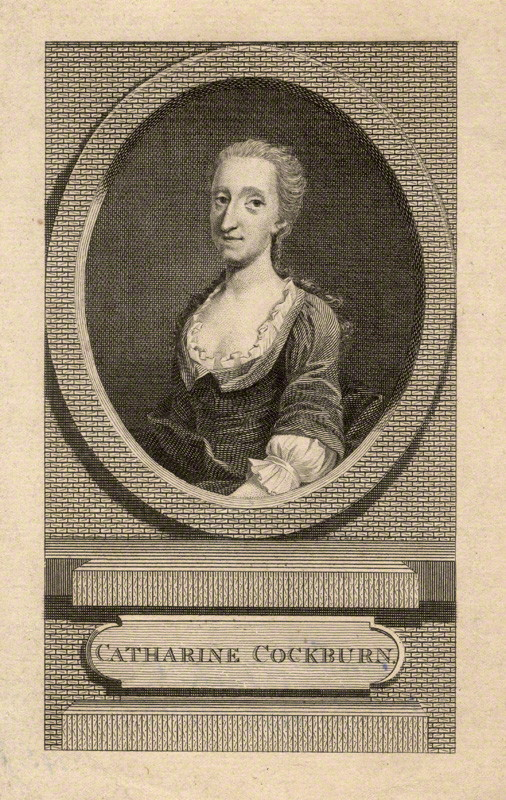
Catharine Trotter Cockburn, Stich, Mitte 18. Jhd.

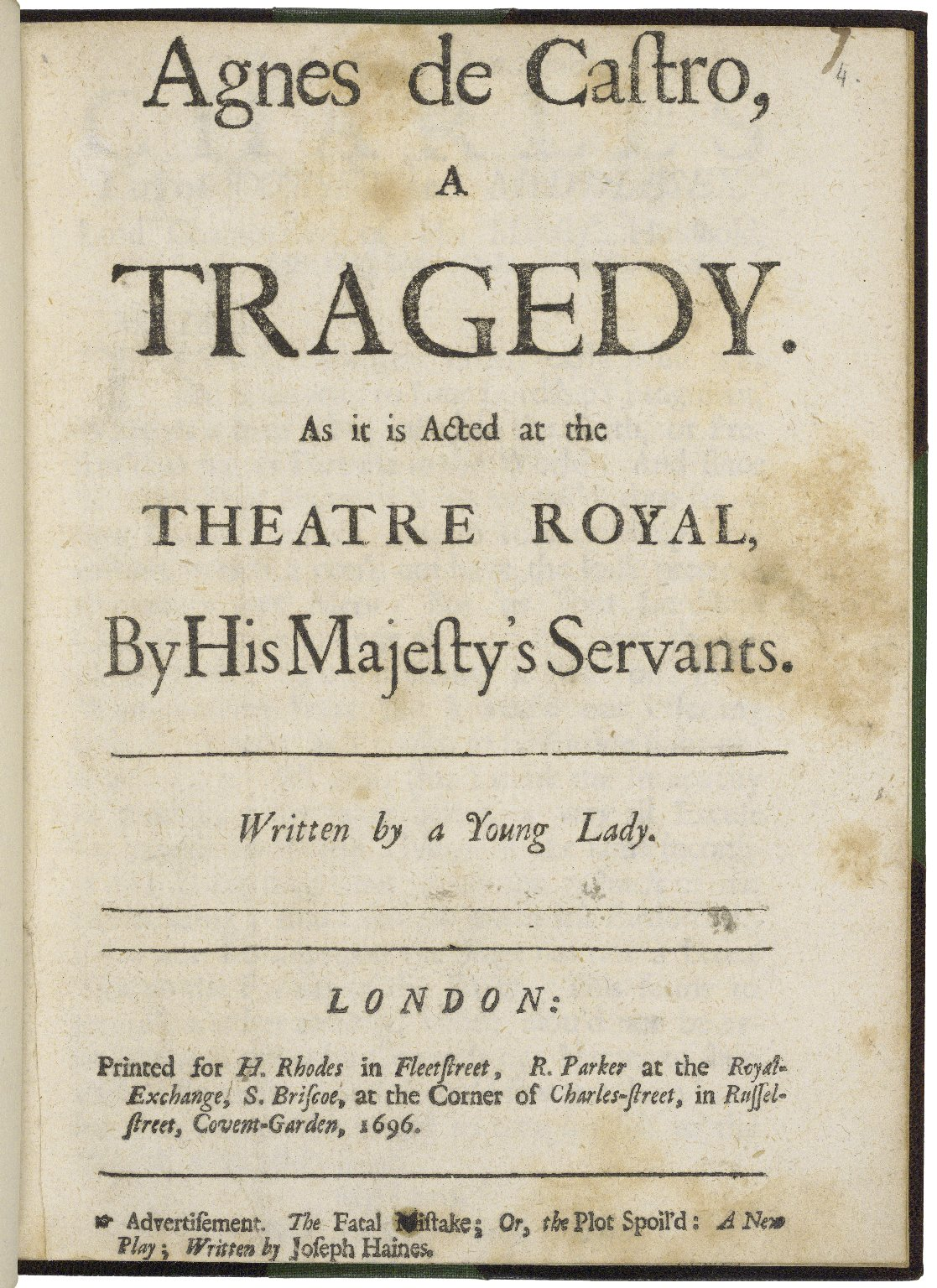
Titelblatt einer Ausgabe von Trotters Agnes de Castro, 1696

Catharine Trotter Cockburn (* 16. August 1674 in London; † 11. Mai 1749 in Longhorsley) war eine englische Romanschriftstellerin, Dramatikerin und Philosophin. Sie schrieb über Moralphilosophie, theologische Traktate und führte eine umfangreiche Korrespondenz.
Trotters philosophisches Werk behandelt Themen wie Notwendigkeit, die Unendlichkeit des Raums und die Substanz, doch ihr Schwerpunkt liegt auf moralischen Fragen. Sie vertrat die Auffassung, dass moralische Grundsätze nicht angeboren sind, sondern von jedem Einzelnen durch den Gebrauch der von Gott verliehenen Vernunft entdeckt werden können. Im Jahr 1702 veröffentlichte sie ihr erstes großes philosophisches Werk zur Verteidigung von John Locke, der seiner Apologetin Geld und Bücher schenkte. Ihre Arbeit erregte die Aufmerksamkeit von William Warburton, der ihrem letzten philosophischen Werk ein Vorwort voranstellte. Außerdem bat sie der Biograf Thomas Birch, ihn bei der Zusammenstellung einer Sammlung ihrer Werke zu unterstützen. Sie stimmte dem Projekt zu, starb jedoch, bevor das Werk gedruckt werden konnte. Birch veröffentlichte posthum eine zweibändige Sammlung mit dem Titel The Works of Mrs. Catharine Cockburn, Theological, Moral, Dramatic, and Poetical im Jahr 1751.

## Leben
Catharine Trotter wurde als jüngere von zwei Töchtern schottischer Eltern in London geboren. Ihr Vater, Kapitän David Trotter, war ein Kommodore in der königlichen Marine, der König Karl II. und dem Herzog von York persönlich bekannt war, die seine hohen Qualitäten bewunderten und seine hervorragenden Dienste schätzten. Kapitän Trotter war 1683 an der Zerstörung von Tanger beteiligt und wurde anschließend als Geleitschutz für die Handelsschiffe der Turkey Company eingesetzt. Anfang 1684 starb er in Alexandretta an der Pest und hinterließ seine Frau Sarah Bellenden und seine beiden Töchter verarmt zurück. Während der kurzen verbleibenden Regierungszeit von König Karl II. erhielt Mrs. Trotter eine Pension von der Admiralität, und Königin Anne gewährte ihr ein jährliches Taschengeld von 20 £.
Trotter zeichnete sich schon früh durch Intelligenz, Lesefreude und Sprachfertigkeit sowie ihre Freude am Verfassen zeitgenössischer Verse aus. Eine formale Ausbildung erhielt sie wohl nicht. Sie war weitgehend Autodidaktin brachte sich selbst die französische Sprache bei und eignete sich mit Hilfe eines Freundes das Lateinische an.
1693 veröffentlichte sie anonym ihren ersten Roman (The Adventures of a Young Lady, später umbenannt in Olinda's Adventures). Ihr erstes veröffentlichtes Theaterstück, Agnes de Castro, wurde 1695 am Theatre Royal Drury Lane aufgeführt und im folgenden Jahr gedruckt, mit einer Widmung an den Earl of Dorset and Middlesex, aus der hervorgeht, dass seine Lordschaft einer ihrer persönlichen Freunde und Berater war. Diese Tragödie basierte nicht auf historischen Tatsachen, sondern auf Aphra Behns englischer Übersetzung eines französischen Romans. Im Jahr 1696 wurde sie zusammen mit Delarivier Manley und Mary Pix in dem anonymen Stück The Female Wits berühmt. Darin wird Trotter in der Figur der „Calista“ verspottet, einer Dame, die vorgibt, gelehrte Sprachen zu beherrschen und sich Kritikerin nennt. 1698 wurde ihre zweite Tragödie und ihr wohl beliebtestes Stück, Fatal Friendship, am damals neuen Lincoln’s Inn Fields Theatre aufgeführt. Es wurde anschließend gedruckt und begründete nicht nur Trotters Ruf als Dramatikerin, vergrößerte die Zahl ihrer mächtigen Freunde, sondern dürfte ihr auch finanziell einen großen Gewinn eingebracht haben.
Im Jahr 1700 war sie Teil des Gemeinschaftswerks The Nine Muses, einer elegischen Hommage an John Dryden.
Anfang des Jahres 1701 wurde ihre Komödie Love at a Loss, or Most Votes carry it am Theatre Royal Drury Lane aufgeführt und im Mai desselben Jahres mit einer Widmung an Lady Piers veröffentlicht. Später im selben Jahr wurde ihre dritte Tragödie, The Unhappy Penitent, aufgeführt und im August veröffentlicht, mit einer Reihe von Versen von Piers, die der Widmung To the excellent Mrs. Catherine Trotter vorangestellt waren. Ebenfalls 1701 schrieb sie ihre Verteidigung von Lockes An Essay on Human Understanding, die im Mai 1702 veröffentlicht wurde.
Ihre Muse war stets didaktisch, und obwohl ihre Dichtungen nach der Mode ihrer Zeit voll von amüsantem Inhalt waren, lehrten sie Selbstbeherrschung und Moral.
Trotter wurde protestantisch aufgezogen, konvertierte aber schon in jungen Jahren zum römisch-katholischen Glauben. Ihr Eifer, insbesondere das strikte Einhalten der Fastentage, erwiesen sich als schädlich für ihre Gesundheit, so dass ihr Freund und Arzt, Denton Nicholas, ihr im Oktober 1703 einen Brief schrieb, in dem er sie ernsthaft ermahnte und sie aufforderte, „von dieser strengen Enthaltsamkeit abzulassen, da sie für eine von Natur aus schwache Konstitution unerträglich sei“, und darum bat, dass seine Meinung ihren Freunden und ihrem Beichtvater mitgeteilt werden möge. Ihre Gesundheit war selbst im besten Fall zu zerbrechlich und eine Sehschwäche machte es ihr stets schwer, bei Kerzenlicht zu schreiben.
1704 verfasste Trotter ein Gedicht über den Sieg des Herzogs von Marlborough in der Schlacht von Blenheim, das von ihm und seiner Familie hoch geschätzt wurde und in Druck ging. Zu dieser Zeit hatte sie die Hoffnung, durch das starke Interesse der Familie Marlborough eine Pension von der Krone zu erhalten, auf die ihr Vater aufgrund seiner langen Dienste und Verluste für König und Vaterland einen berechtigten Anspruch hatte. Dies gelang ihr jedoch nicht, und sie erhielt lediglich eine Gratifikation. Nach der Schlacht bei Ramillies im Jahr 1706 verfasste sie ein weiteres Gedicht zum Lob des Herzogs. Im selben Jahr wurde ihre Tragödie The Revolution of Sweden, die auf dem Buch von René-Aubert Vertot über Gustav I. Wasa basierte, im Theatre Royal Haymarket aufgeführt und anschließend gedruckt, mit einer Widmung an Lady Godolphin, älteste Tochter des Herzogs von Marlborough.
Da ihre Schwester in Salisbury wohnte und ihre Mutter einen großen Teil ihrer Zeit dort verbrachte, machte Trotter dort öfter mehrmonatige Besuche. Dort pflegte sie die Bekanntschaft mit Bischof Gilbert Burnet und seiner dritten Frau Elizabeth, die sich um Trotter liebevoll kümmerte. 1707 wandte sich Trotter wieder der  Church of England zu und begründete den Wechsel in ihrer Schrift Two Letters concerning a Guide in Controversies. Ebenfalls über die Burnets nahm Trotter eine Korrespondenz zu Themen der philosophischen und praktischen Religion mit Rev. Patrick Cockburn auf. Cockburn machte ihr schließlich einen Antrag und nachdem er 1708 geweiht und in Nayland eine Pfarrstelle bekommen hatte, heirateten sie. Sie bekamen drei Töchter, Mary, Catherine und Grissel, und einen Sohn, John.
Als 1714 Königin Anne starb, lebte die Familie an der St Dunstan-in-the-West Church in der Fleetstreet in London. Cockburn weigerte sich, den bei der Thronbesteigung von König Georg I. geforderten Abschwörungseid abzulegen und verlor seine Anstellung, weswegen die Familie verarmte und Trotter neben der Erziehung ihrer Kinder alle möglichen Tätigkeiten zum Unterhalt übernehmen musste.
1724 veröffentlichte sie zum ersten Mal seit ihrer Heirat zwei Texte, die sich mit Locke beschäftigten: Vindication of Mr. Locke’s Christian Principles from the injurious imputations of Dr. Holdsworth und A Poem, occasioned by the Busts set up in the Queen’s Hermitage, designed to be presented with a book in vindication of Mr. Locke, which was to have been inscribed to Her Majesty.
Nachdem Cockburn 1726 doch den Abschwörungseid abgelegt hatte, erhielt er eine Stelle an der St. Paul's Chapel in Aberdeen und die Familie verließ London.
Im Jahr 1732 schrieb Trotter die Verse occasioned by the Busts in the Queen's Hermitage, die im The Gentleman’s Magazine vom Mai 1737 abgedruckt wurden. Im August 1743 wurden ihre Remarks upon some Writers in the Controversy concerning the Foundation of Moral Duty and Obligation in der Reihe „The History of the Works of the Learned“ veröffentlicht. Diese „Bemerkungen“ wurden gut aufgenommen und Thomas Sharp, Erzdiakon von Northumberland, verwickelte sie in eine briefliche Diskussion über das Thema, das sie behandeln und die bis Oktober 1747 andauerte. Die Korrespondenz begann am 8. August 1743 und wurde am 2. Oktober 1747 abgeschlossen. Nachdem Thomas Rutherforth, Regius Professor in Cambridge, 1744 den „Essay on the Nature and Obligations of Virtue“ veröffentlichte, begann Trotter 1747 eine weitere Kontroverse mit ihren Remarks upon the Principles and Reasonings of Dr. Rutherford's Essay on the Nature and Obligations of Virtue, in Vindication of the contrary Principles and Beasonings enforced in the Writings of the late Dr. Samuel Clarke, in denen sie die Fitness-Theorie von Samuel Clarke verteidigte und zu denen Bischof William Warburton ein Vorwort beisteuerte.
Im Januar 1749 starb Trotters Mann. Anscheinend im Schock dieses Verlustes starb Trotter am 11. Mai 1749 in Longhorsley in der Nähe von Morpeth. Sie wurde neben ihrem Mann und ihrer 1743 gestorbenen, jüngsten Tochter in Longhorsley begraben, und auf ihrem Grab wurde ein Satz in Abwandlung aus dem Buch der Sprichwörter (Spr 31,31 ) angebracht: „Ihre eigenen Werke sollen sie in den Toren preisen.“
Trotter wurde seit ihrem Tod weitestgehend vergessen, sowohl die dramatischen wie auch die philosophischen Werke, und erst im Zuge der Untersuchungen feministischer Forscherinnen wiederentdeckt. Das wissenschaftliche Interesse an Trotters dramatischem Werk konzentriert sich daher heute auf die Geschlechterforschung. Tatsächlich war sich Trotter selbst der Einschränkungen bewusst, die ihr ihr Geschlecht auferlegte, und brachte ihren Protest auch schriftlich zum Ausdruck. In der Widmung zu Fatal Friendship (1698) bemerkt sie zum Beispiel, dass „eine Frau, die in der Welt mit einem besonderen Charakter auftritt, damit rechnen muss, dass man sie für eine kranke Natur hält“, vor allem, wenn sie sich auf das einlässt, „was das andere Geschlecht für sein besonderes Vorrecht hält“. Sowohl Trotters literarische Werke, in denen Frauen die Handlung dominieren, als auch ihr persönliches Leben bieten dabei reichlich Stoff für feministische Kritik.

## Werke (Auswahl)
Drama
- Agnes de Castro, London, Theatre Royal Drury Lane, Dezember 1695 oder Januar 1696.
- Fatal Friendship, London, Lincoln’s Inn Fields, Mai oder Juni 1698.
- Love at a Loss, or, Most Votes Carry It (später neu als The Honourable Deceiver; or, All Right at the Last), London, Theatre Royal Drury Lane, 23. November 1700.
- The Unhappy Penitent, London, Theatre Royal Drury Lane, 4. Februar 1701.
- The Revolution of Sweden, London, Theatre Royal Haymarket, 11. Februar 1706.

Romane und Sachbücher (gekürzte Titel)
- Agnes de Castro, A Tragedy. H. Rhodes, R. Parker & S. Briscoe, London 1696.
- Fatal Friendship. A Tragedy. Francis Saunders, London 1698.
- Love at a Loss, or, Most Votes Carry It. A Comedy. William Turner, London 1701.
- The Unhappy Penitent, A Tragedy. William Turner & John Nutt, London 1701.
- A Defence of Mr. Lock’s [sic.] Essay of Human Understanding. William Turner & John Nutt, London 1702.
- The Revolution of Sweden. A Tragedy. James Knapton & George Strahan, London 1706.
- A Discourse concerning a Guide in Controversies, in Two Letters. A. & J. Churchill, London 1707.
- A Letter to Dr. Holdsworth, Occasioned by His Sermon Preached before the University of Oxford. Benjamin Motte, London 1726.
- Remarks Upon the Principles and Reasonings of Dr. Rutherforth's Essay on the Nature and Obligations of Virtue. J. & P. Knapton, London 1747.

Moderne Ausgaben
- Fatal Friendship. A Tragedy. In: Fidelis Morgan (Hrsg.): The Female Wits: Women Playwrights on the London Stage, 1660–1720. Virago, London 1981, ISBN 0-404-70138-8.
- Patricia Sheridan (Hrsg.): Catharine Trotter Cockburn: Philosophical Writing. Broadview Press, Peterborough 2006, ISBN 1-55111-302-3.
- Catharine Trotter und Roxanne M. Kent-Drury: Love at a Loss: or, Most Votes Carry It. In: J. Douglas Canfield (Hrsg.): The Broadview Anthology of Restoration & Early Eighteenth-Century Drama. Broadview Press, Peterborough 2003, ISBN 1-55111-581-6, S. 857–902.
- Olinda’s Adventures, Or, the Amours of a Young Lady. AMS Press Inc., New York City 2004, ISBN 0-404-70138-8.
- Catharine Trotter und Anne Kelley: Love at a Loss und The Revolution of Sweden. In: Derek Hughes (Hrsg.): Eighteenth Century Women Playwrights. 2, Mary Pix and Catharine Trotter. Pickering & Chatto, London 2001, ISBN 1-85196-616-1.
- Anne Kelley (Hrsg.): Catharine Trotter's The Adventures of a Young Lady and Other Works. Ashgate Publishing, Aldershot 2006, ISBN 0-7546-0967-7.

## Weitere Literatur
- Sophia B. Blaydes: Catharine Trotter. In: Paula R. Backsheider (Hrsg.): Dictionary of Literary Biography: Restoration and Eighteenth-Century Dramatists, Second Series. Gale Research, Detroit 1989, S. 317–33.
- Claire Buck (Hrsg.): The Bloomsbury Guide to Women’s Literature. Prentice Hal, New York City 1992, ISBN 978-0-13-089665-0.
- Margaret Atherton: Cockburn, Catharine Trotter (1679?–1749). Encyclopedai.com, 2005, abgerufen am 5. Februar 2022.